# Comité olympique et sportif roumain
Le Comité olympique et sportif roumain (en roumain : Comitetul Olimpic si Sportiv Roman) est le comité national olympique de la Roumanie. Il représente le pays au Comité international olympique (CIO) et fédère les fédérations sportives roumaine. Il fait partie des Comités olympiques européens.
Le comité est fondé en 1914 et reconnu par le Comité international olympique la même année.

## Présidents
- 1990-1998 : Lia Manoliu
- 1998-2004 : Ion Țiriac
- 2004-2014 : Octavian Morariu
- 2014-2016 : Alin Petrache
- depuis 2016 : Mihai Covaliu